# ポイント・サリンス国際空港
ポイント・サリンス国際空港（ポイント・サリンスこくさいくうこう、英語：Point Salines International Airport）は、グレナダの首都、セントジョージズにある国際空港である。政治家モーリス・ビショップを記念して、モーリス・ビショップ国際空港（英語：Maurice Bishop International Airport）とも呼ばれる。

## 就航航空会社
- カリビアン航空（バルバドス、ポートオブスペイン、セントビンセント）
- インターカリビアン航空（バルバドス、セントビンセント）
- アメリカン航空（シャーロット、マイアミ）
- ジェットブルー航空（ニューヨーク/JFK）
- エア・カナダ（トロント）
- ブリティッシュ・エアウェイズ（ロンドン/ガトウィック）
- ヴァージン・アトランティック航空（ロンドン/ヒースロー）
- コンドル航空（フランクフルト）